# Cuộc đua lịch sử
Cuộc đua lịch sử (tiếng Anh: Ford v Ferrari,  Le Mán '66 tại một số khu vực ở châu Âu) là một bộ phim chính kịch, thể thao của Hoa Kỳ ra mắt năm 2019, được đạo diễn bởi James Mangold và biên kịch bởi Jez Butterworth, John-Henry Butterworth, Jason Keller. Phim có sự tham gia diễn xuất của hai ngôi sao điện ảnh Matt Damon và Christian Bale trong vai hai nhân vật chính cùng dàn diễn viên phụ gồm Jon Bernthal, Caitriona Balfe, Tracy Letts, Josh Lucas, Noah Jupe, Remo Girone và Ray McKinnon.
Nội dung tác phẩm xoay quanh một đội chế tạo ô tô Anh-Mỹ, được dẫn dắt bởi nhà thiết kế xe đua Carroll Shelby và tay đua Ken Miles. Carroll được Henry Ford II và Lee lacocca giao nhiệm vụ chế tạo chiếc Ford GT40 với hi vọng có thể giúp hãng Ford đánh bại đội đua giàu thành tích Ferrari tại giải đua xe "Le Mans 24 Giờ năm 1966". Trong giai đoạn đầu của quá trình sản xuất phim, Tom Cruise và Brad Pitt đã được mời vào các vai chính nhưng không thành công. Đạo diễn Mangold chính thức được thuê vào tháng 2 năm 2018, trong khi Dammon, Bale và những người còn lại tham gia sản xuất phim vào mùa hè năm sau. Bộ phim khởi quay từ ngày 30 tháng 7 đến ngày 4 tháng 10 năm 2018.
Cuộc đua lịch sử ra mắt tại Liên hoan phim Telluride vào ngày 30 tháng 8 năm 2019 và được 20th Century Fox phát hành tại Hoa Kỳ vào ngày 15 tháng 11 năm 2019. Bộ phim thu về 225,5 triệu đô la Mỹ trên toàn thế giới, nhận được đánh giá cao từ các nhà phê bình. Đã có rất nhiều lời khen dành cho màn trình diễn của hai nam diễn viên Matt Damon, Christian Bale cũng như đạo diễn Mangold, đội ngũ biên tập và cả các cảnh đua xe trong phim. Tác phẩm được National Board of Review chọn là một trong mười phim hay nhất của năm. Tại Lễ trao giải Oscar lần thứ 92, Cuộc đua lịch sử nhận được bốn đề cử, bao gồm cả đề cử cho phim xuất sắc nhất và giành được hai giải là Biên tập phim xuất sắc nhất và Biên tập âm thanh xuất sắc nhất. Đây là bộ phim cuối cùng giành được Giải Oscar cho Biên tập âm thanh xuất sắc nhất trước khi giải thưởng này gộp với giải Hòa âm xuất sắc nhất thành giải Âm thanh hay nhất. Với Cuộc đua lịch sử, Chrian Bale nhận đề cử Quả cầu vàng cho nam diễn viên phim chính kịch xuất sắc nhất và đề cử Giải SAG cho nam diễn viên chính xuất sắc nhất.

## Nội dung
Năm 1963, phó chủ tịch Công ty Ford Motor, Lee lacocca, đề xuất với Henry Ford II mua lại hãng Ferrari và tham gia giải đua "Le Mans 24 Giờ" như một cách để thúc đẩy doanh số bán xe. Tuy nhiên, Enzo Ferrari lại sử dụng lời đề nghị của Ford để đảm bảo một thỏa thuận béo bở hơn với hãng Fiat, cho phép ông ta giữ lại toàn bộ quyền sở hữu Ferrari. Khi từ chối thỏa thuận với Ford, Ferrari còn cố ý xúc phạm cả Ford Motor và Henry Ford II. Đáp lại, Ford tức giận ra lệnh cho bộ phận sản xuất xe của mình chế tạo một chiếc xe đua có thể đánh bại Ferrari tại Le Mans. Để thực hiện nhiệm vụ này, Iacocca thuê chủ sở hữu của Công ty American Shelby, Carroll Shelby, người từng vô địch Le Mans năm 1959 nhưng buộc phải giải nghệ vì bệnh tim. Shelby lập tức tìm đến sự giúp đỡ của Ken Miles, một tay đua nóng tính người Anh và cũng là một thợ cơ khí đang gặp khó khăn.
Shelby và Miles chế tạo và thử nghiệm chiếc Ford GT40 Mk I tại Sân bay Quốc tế Los Angeles, tìm ra tất cả các lỗi thiết kế của nó cho đến khi chiếc xe sẵn sàng cho cuộc đua. Cho rằng Miles không phải là tay đua lý tưởng, Ford quyết định cử Phil Hill và Bruce McLaren đến giải đua Le Mans 24 giờ 1965. Đúng như dự đoán của Miles, không có tay đua nào của Ford về nhất. Trong khi Ford coi đây là một thất bại nhục nhã, Shelby giải thích với ông ta rằng GT40 đã khiến Enzo Ferrari sợ hãi khi nó đạt vận tốc 350,8 km/h trên chặng Mulsanne Straight trước khi bị hỏng. Shelby và Miles tiếp tục phát triển chiếc GT40 Mk II, Miles đã suýt thiệt mạng khi phanh gấp chiếc xe trong quá trình chạy thử. Năm 1966, Phó chủ tịch cấp cao của Ford, Leo Beebe tiếp quản bộ phận xe đua với ý định tiếp tục chương trình mà không có Miles. Bất chấp tất cả, Shelby đã thuyết phục Ford và đặt cược cả công ty của mình để ông đồng ý rằng nếu Miles thắng giải "Daytona 24 Giờ", anh ấy sẽ được phép đua tại Le Mans.
Đội Shelby American tham gia giải "Daytona 24 Giờ" nhưng Beebe lại cử một tay đua khác cũng với chiếc GT40 gia nhập đội NASCAR Holman-Moody hòng ngăn cản Miles. Trong khi đội Holman-Moody vào pit, Shelby đã yêu cầu Miles đẩy giới tốc độ xe của anh ấy lên 7.000 RPM và rồi Miles trở thành người chiến thắng.
Tại  "Le Mans 24 Giờ" năm 1966 , Miles gặp khó khăn với một cánh cửa bị lỗi ngay trong vòng đua đầu tiên nhưng sau khi kỹ sư của đội Phil Remington sửa nó bằng một cái búa, Miles bắt đầu lập kỷ lục vòng đua khi bắt kịp Ferrari. Trong khi đua với tay đua Lorenzo Bandini của Ferrari - lái thử nguyên mẫu 330 P3 mới của Ferrari- Miles bị lỗi phanh và đã được thay thế hệ thống phanh trong khi dừng pit. Enzo Ferrari phản đối động thái này, nhưng Shelby thuyết phục các quan chức cuộc đua rằng việc thay thế là hợp pháp. Miles và Bandini một lần nữa đấu tay đôi trên Mulsanne Straight cho đến khi Bandini nổ máy, loại Ferrari khỏi cuộc đua. Với ba đội Ford ở vị trí cao nhất, Beebe ra lệnh cho Shelby yêu cầu Miles chạy chậm lại để hai Fords khác đuổi kịp anh ta và cung cấp cho báo chí bức ảnh kết thúc ba chiếc xe . Miles ban đầu phản đối quyết định này, tiếp tục lập kỷ lục vòng đua mới ở gần cuối cuộc đua, nhưng quyết định để Ford có đường vào vòng cuối cùng. Cuối cùng, McLaren được tuyên bố là người chiến thắng về mặt kỹ thuật, nhưng Miles biết ơn Shelby vì đã cho anh ta cơ hội đua tại Le Mans.
Hai tháng sau giải đua Le Mans, khi đang thử nghiệm chiếc J-car tại Đường đua Quốc tế Riverside , Miles một lần nữa gặp sự cố phanh và thiệt mạng trong vụ tai nạn. Sáu tháng sau, Shelby đến thăm vợ góa của Miles là Mollie và con trai Peter và đưa cho Peter một chiếc cờ lê mà Miles đã ném vào anh ta trước khi giành chiến thắng trong cuộc đua SCCA tại Willow Springs năm 1963.
Ford tiếp tục chuỗi chiến thắng tại Le Mans vào các năm 1967 , 1968 và 1969 . Miles được ghi danh vào Đại lộ Danh vọng Đua xe của Mỹ vào năm 2001.